# لوسیانو گالبو
لوسیانو گالبو (ایتالیایی: Luciano Galbo; ۱۲ آوریل ۱۹۴۳ – ۲۳ سپتامبر ۲۰۱۱) دوچرخه‌سوار اهل ایتالیا بود.